# Дом Папкова
Дом Папкова (также известен как дом Реми) — особняк начала XIX века в центре Таганрога, расположенный по адресу ул. Шмидта, 17. 

## Описание
Композиция здания проста. Фасад симметричен, украшен шестью гладкими колоннами дорического ордера, поддерживающими треугольный фронтон. Внизу колонны соединяются балюстрадами. На первом (хозяйственном) этаже окна выполнены квадратной формы. Прямоугольные окна второго и третьего этажа украшены сандриками. По всему периметру второго этажа проходит сплошной карниз с прямоугольными ордерными сухариками (дентикулами). В результате надстройки мезонина в 1828 году треугольный фронтон был поднят на этаж выше. После реконструкции колоннада воспринимает нагрузку от широкого балкона третьего этажа, создающего впечатление аттика. 

## История
Здание построено в 1808 году в стиле русского провинциального классицизма. Дом служил частным владением градоначальника Таганрога П. А. Папкова. После его отъезда из Таганрога дом стал доходным. С 1847 по 1856 год здесь с дочерьми проживала вдова Я. Г. Морозова, скоропостижно скончавшегося компаньона Папкова. Одна из её дочерей — Евгения — стала впоследствии матерью А. П. Чехова. 
После Папкова дом по наследству перешёл к его племяннице, баронессе Фитингоф, и уже от неё домовладение перешло в руки генерал-майора А. Г. Реми, помещика после ухода в отставку. В 1840-41 годах по дороге на Кавказ дом Папкова посетил сослуживец Реми М. Ю. Лермонтов. С 1890-х годов здание принадлежало супруге Реми, Марии, с начала XX века её дочери, Екатерине, а её брат, Николай Александрович, обладателем дома стал перед самой Октябрьской революцией.
В 1900-х годах но здесь разместилось управление воинского начальства, затем с 1910 года Окружной комитет по квартирному довольствию войск, Окружная типография, управление Окружного начальника Таганрогского округа. В 1914 году из-за начавшейся Первой мировой войны дом был безвозмездно передан под санаторий для раненых. В советское время в здании находились коммунальные квартиры. С 1976 года дом Папкова является объектом культурного наследия местного значения.